# 1989年のアメリカンリーグチャンピオンシップシリーズ
1989年の野球において、メジャーリーグベースボール（MLB）のポストシーズンは10月3日に開幕した。アメリカンリーグの第21回リーグチャンピオンシップシリーズ（英語: 21st American League Championship Series、以下「リーグ優勝決定戦」と表記）は、同日から8日にかけて計5試合が開催された。その結果、オークランド・アスレチックス（西地区）がトロント・ブルージェイズ（東地区）を4勝1敗で下し、2年連続14回目のリーグ優勝および13回目のワールドシリーズ進出を果たした。
両球団がリーグ優勝決定戦で対戦するのはこれが初めて。この年のレギュラーシーズンでは両球団は12試合対戦し、アスレチックスが7勝5敗と勝ち越していた。この年途中、ブルージェイズは本拠地球場をエキシビション・スタジアムからスカイドームへ移している。今シリーズ第3戦は球場史上初めてのポストシーズン試合であり、開催都市の歴史上最多の観客を集めた野球の試合となった。この試合はブルージェイズが勝利したものの、他の試合は全てアスレチックスが制した。シリーズMVPには、第2戦で4盗塁を決め第4戦で2点本塁打を2本放つなど、5試合で打率.400・2本塁打・5打点・OPS 1.609・8盗塁という成績を残したアスレチックスのリッキー・ヘンダーソンが選出された。1シリーズ8盗塁はポストシーズン新記録である。このあとアスレチックスは、ワールドシリーズでもナショナルリーグ王者サンフランシスコ・ジャイアンツを4勝0敗で下し、15年ぶり9度目の優勝を成し遂げた。

## 試合結果
1989年のアメリカンリーグ優勝決定戦は10月3日に開幕し、途中に移動日を挟んで6日間で5試合が行われた。日程・結果は以下の通り。
| 日付                                                         | 試合  | ビジター球団（先攻）         | スコア | ホーム球団（後攻）           | 開催球場                                        | 開催球場                                                      |
| ------------------------------------------------------------ | ----- | ---------------------------- | ------ | ---------------------------- | ----------------------------------------------- | ------------------------------------------------------------- |
| 10月03日（火）                                               | 第1戦 | トロント・ブルージェイズ     | 3－7   | オークランド・アスレチックス | オークランド・アラメダ・ カウンティ・コロシアム | オークランド・アラメダ・ · カウンティ・コロシアムスカイドーム |
| 10月04日（水）                                               | 第2戦 | トロント・ブルージェイズ     | 3－6   | オークランド・アスレチックス | オークランド・アラメダ・ カウンティ・コロシアム | オークランド・アラメダ・ · カウンティ・コロシアムスカイドーム |
| 10月05日（木）                                               |       | 移動日                       | 移動日 | 移動日                       |                                                 | オークランド・アラメダ・ · カウンティ・コロシアムスカイドーム |
| 10月06日（金）                                               | 第3戦 | オークランド・アスレチックス | 3－7   | トロント・ブルージェイズ     | スカイドーム                                    | オークランド・アラメダ・ · カウンティ・コロシアムスカイドーム |
| 10月07日（土）                                               | 第4戦 | オークランド・アスレチックス | 6－5   | トロント・ブルージェイズ     | スカイドーム                                    | オークランド・アラメダ・ · カウンティ・コロシアムスカイドーム |
| 10月08日（日）                                               | 第5戦 | オークランド・アスレチックス | 4－3   | トロント・ブルージェイズ     | スカイドーム                                    | オークランド・アラメダ・ · カウンティ・コロシアムスカイドーム |
| 優勝：オークランド・アスレチックス（4勝1敗 / 2年連続14度目） |       |                              |        |                              |                                                 | オークランド・アラメダ・ · カウンティ・コロシアムスカイドーム |

### 第1戦 10月3日
- オークランド・アラメダ・カウンティ・コロシアム（アメリカ合衆国カリフォルニア州オークランド）

|                              | 1 | 2 | 3 | 4 | 5 | 6 | 7 | 8 | 9 | R | H  | E |
| ---------------------------- | - | - | - | - | - | - | - | - | - | - | -- | - |
| トロント・ブルージェイズ     | 0 | 2 | 0 | 1 | 0 | 0 | 0 | 0 | 0 | 3 | 5  | 1 |
| オークランド・アスレチックス | 0 | 1 | 0 | 0 | 1 | 3 | 0 | 2 | X | 7 | 11 | 0 |

1. 勝利：デーブ・スチュワート（1勝）
2. 敗戦：デーブ・スティーブ（1敗）
3. 本塁打
TOR：アーニー・ウィット1号ソロ
OAK：デーブ・ヘンダーソン1号ソロ、マーク・マグワイア1号ソロ
4. 審判
［球審］デーブ・フィリップス
［塁審］一塁: ダン・モリソン、二塁: デイル・フォード、三塁: デリル・カズンズ
［外審］左翼: リック・リード、右翼: スティーブ・パレルモ
5. 試合開始時刻: 太平洋夏時間（UTC-7）午後5時26分  試合時間: 2時間52分  観客: 4万9435人  気温: 65°F（18.3°C）
詳細: MLB.com Gameday / Baseball-Reference.com

| トロント・ブルージェイズ | トロント・ブルージェイズ | トロント・ブルージェイズ | トロント・ブルージェイズ | トロント・ブルージェイズ                                                                                                 | オークランド・アスレチックス | オークランド・アスレチックス | オークランド・アスレチックス | オークランド・アスレチックス | オークランド・アスレチックス |
| ------------------------ | ------------------------ | ------------------------ | ------------------------ | --- | ---------------------------- | ---------------------------- | ---------------------------- | ---------------------------- | --- |
| 打順                     | 守備                     | 選手                     | 打席                     | D・スティーブE・ウィットF・マグリフN・リリアーノK・グルーバーT・フェルナンデスG・ベルL・モスビーM・ウィルソンL・マジーリ | 打順                         | 守備                         | 選手                         | 打席                         | D・スチュワートT・スタインバックM・マグワイアT・フィリップスC・ランス · フォードM・ガイエゴR・ヘンダーソンD・ヘンダーソンJ・カンセコD・パーカー |
| 1                        | 中                       | L・モスビー              | 左                       | D・スティーブE・ウィットF・マグリフN・リリアーノK・グルーバーT・フェルナンデスG・ベルL・モスビーM・ウィルソンL・マジーリ | 1                            | 左                           | R・ヘンダーソン              | 右                           | D・スチュワートT・スタインバックM・マグワイアT・フィリップスC・ランス · フォードM・ガイエゴR・ヘンダーソンD・ヘンダーソンJ・カンセコD・パーカー |
| 2                        | 右                       | M・ウィルソン            | 両                       | D・スティーブE・ウィットF・マグリフN・リリアーノK・グルーバーT・フェルナンデスG・ベルL・モスビーM・ウィルソンL・マジーリ | 2                            | 三                           | C・ランスフォード            | 右                           | D・スチュワートT・スタインバックM・マグワイアT・フィリップスC・ランス · フォードM・ガイエゴR・ヘンダーソンD・ヘンダーソンJ・カンセコD・パーカー |
| 3                        | 一                       | F・マグリフ              | 左                       | D・スティーブE・ウィットF・マグリフN・リリアーノK・グルーバーT・フェルナンデスG・ベルL・モスビーM・ウィルソンL・マジーリ | 3                            | 右                           | J・カンセコ                  | 右                           | D・スチュワートT・スタインバックM・マグワイアT・フィリップスC・ランス · フォードM・ガイエゴR・ヘンダーソンD・ヘンダーソンJ・カンセコD・パーカー |
| 4                        | 左                       | G・ベル                  | 右                       | D・スティーブE・ウィットF・マグリフN・リリアーノK・グルーバーT・フェルナンデスG・ベルL・モスビーM・ウィルソンL・マジーリ | 4                            | DH                           | D・パーカー                  | 左                           | D・スチュワートT・スタインバックM・マグワイアT・フィリップスC・ランス · フォードM・ガイエゴR・ヘンダーソンD・ヘンダーソンJ・カンセコD・パーカー |
| 5                        | 遊                       | T・フェルナンデス        | 両                       | D・スティーブE・ウィットF・マグリフN・リリアーノK・グルーバーT・フェルナンデスG・ベルL・モスビーM・ウィルソンL・マジーリ | 5                            | 中                           | D・ヘンダーソン              | 右                           | D・スチュワートT・スタインバックM・マグワイアT・フィリップスC・ランス · フォードM・ガイエゴR・ヘンダーソンD・ヘンダーソンJ・カンセコD・パーカー |
| 6                        | 捕                       | E・ウィット              | 左                       | D・スティーブE・ウィットF・マグリフN・リリアーノK・グルーバーT・フェルナンデスG・ベルL・モスビーM・ウィルソンL・マジーリ | 6                            | 一                           | M・マグワイア                | 右                           | D・スチュワートT・スタインバックM・マグワイアT・フィリップスC・ランス · フォードM・ガイエゴR・ヘンダーソンD・ヘンダーソンJ・カンセコD・パーカー |
| 7                        | 三                       | K・グルーバー            | 右                       | D・スティーブE・ウィットF・マグリフN・リリアーノK・グルーバーT・フェルナンデスG・ベルL・モスビーM・ウィルソンL・マジーリ | 7                            | 捕                           | T・スタインバック            | 右                           | D・スチュワートT・スタインバックM・マグワイアT・フィリップスC・ランス · フォードM・ガイエゴR・ヘンダーソンD・ヘンダーソンJ・カンセコD・パーカー |
| 8                        | DH                       | L・マジーリ              | 両                       | D・スティーブE・ウィットF・マグリフN・リリアーノK・グルーバーT・フェルナンデスG・ベルL・モスビーM・ウィルソンL・マジーリ | 8                            | 二                           | T・フィリップス              | 両                           | D・スチュワートT・スタインバックM・マグワイアT・フィリップスC・ランス · フォードM・ガイエゴR・ヘンダーソンD・ヘンダーソンJ・カンセコD・パーカー |
| 9                        | 二                       | N・リリアーノ            | 両                       | D・スティーブE・ウィットF・マグリフN・リリアーノK・グルーバーT・フェルナンデスG・ベルL・モスビーM・ウィルソンL・マジーリ | 9                            | 遊                           | M・ガイエゴ                  | 右                           | D・スチュワートT・スタインバックM・マグワイアT・フィリップスC・ランス · フォードM・ガイエゴR・ヘンダーソンD・ヘンダーソンJ・カンセコD・パーカー |
| 先発投手                 | 先発投手                 | 先発投手                 | 投球                     | D・スティーブE・ウィットF・マグリフN・リリアーノK・グルーバーT・フェルナンデスG・ベルL・モスビーM・ウィルソンL・マジーリ | 先発投手                     | 先発投手                     | 先発投手                     | 投球                         | D・スチュワートT・スタインバックM・マグワイアT・フィリップスC・ランス · フォードM・ガイエゴR・ヘンダーソンD・ヘンダーソンJ・カンセコD・パーカー |
| D・スティーブ            | D・スティーブ            | D・スティーブ            | 右                       | D・スティーブE・ウィットF・マグリフN・リリアーノK・グルーバーT・フェルナンデスG・ベルL・モスビーM・ウィルソンL・マジーリ | D・スチュワート              | D・スチュワート              | D・スチュワート              | 右                           | D・スチュワートT・スタインバックM・マグワイアT・フィリップスC・ランス · フォードM・ガイエゴR・ヘンダーソンD・ヘンダーソンJ・カンセコD・パーカー |

### 第2戦 10月4日
- オークランド・アラメダ・カウンティ・コロシアム（アメリカ合衆国カリフォルニア州オークランド）

|                              | 1 | 2 | 3 | 4 | 5 | 6 | 7 | 8 | 9 | R | H | E |
| ---------------------------- | - | - | - | - | - | - | - | - | - | - | - | - |
| トロント・ブルージェイズ     | 0 | 0 | 1 | 0 | 0 | 0 | 0 | 2 | 0 | 3 | 5 | 1 |
| オークランド・アスレチックス | 0 | 0 | 0 | 2 | 0 | 3 | 1 | 0 | X | 6 | 9 | 1 |

1. 勝利：マイク・ムーア（1勝）
2. セーブ：デニス・エカーズリー（1S）
3. 敗戦：トッド・ストットルマイヤー（1敗）
4. 本塁打
OAK：デーブ・パーカー1号ソロ
5. 審判
［球審］ダン・モリソン
［塁審］一塁: デイル・フォード、二塁: デリル・カズンズ、三塁: リック・リード
［外審］左翼: スティーブ・パレルモ、右翼: デーブ・フィリップス
6. 試合開始時刻: 太平洋夏時間（UTC-7）午後0時10分  試合時間: 3時間20分  観客: 4万9444人  気温: 66°F（18.9°C）
詳細: MLB.com Gameday / Baseball-Reference.com

| トロント・ブルージェイズ | トロント・ブルージェイズ | トロント・ブルージェイズ | トロント・ブルージェイズ | トロント・ブルージェイズ | オークランド・アスレチックス | オークランド・アスレチックス | オークランド・アスレチックス | オークランド・アスレチックス | オークランド・アスレチックス |
| ------------------------ | ------------------------ | ------------------------ | ------------------------ | --- | ---------------------------- | ---------------------------- | ---------------------------- | ---------------------------- | --- |
| 打順                     | 守備                     | 選手                     | 打席                     | T・ストットルマイヤーE・ウィットF・マグリフN・リリアーノK・グルーバーT・フェルナンデスG・ベルL・モスビーM・ウィルソンL・マジーリ | 打順                         | 守備                         | 選手                         | 打席                         | M・ムーアR・ハッシーM・マグワイアT・フィリップスC・ランス · フォードW・ワイスR・ヘンダーソンD・ヘンダーソンS・ハビアーD・パーカー |
| 1                        | 中                       | L・モスビー              | 左                       | T・ストットルマイヤーE・ウィットF・マグリフN・リリアーノK・グルーバーT・フェルナンデスG・ベルL・モスビーM・ウィルソンL・マジーリ | 1                            | 左                           | R・ヘンダーソン              | 右                           | M・ムーアR・ハッシーM・マグワイアT・フィリップスC・ランス · フォードW・ワイスR・ヘンダーソンD・ヘンダーソンS・ハビアーD・パーカー |
| 2                        | 右                       | M・ウィルソン            | 両                       | T・ストットルマイヤーE・ウィットF・マグリフN・リリアーノK・グルーバーT・フェルナンデスG・ベルL・モスビーM・ウィルソンL・マジーリ | 2                            | 三                           | C・ランスフォード            | 右                           | M・ムーアR・ハッシーM・マグワイアT・フィリップスC・ランス · フォードW・ワイスR・ヘンダーソンD・ヘンダーソンS・ハビアーD・パーカー |
| 3                        | 一                       | F・マグリフ              | 左                       | T・ストットルマイヤーE・ウィットF・マグリフN・リリアーノK・グルーバーT・フェルナンデスG・ベルL・モスビーM・ウィルソンL・マジーリ | 3                            | DH                           | D・パーカー                  | 左                           | M・ムーアR・ハッシーM・マグワイアT・フィリップスC・ランス · フォードW・ワイスR・ヘンダーソンD・ヘンダーソンS・ハビアーD・パーカー |
| 4                        | 左                       | G・ベル                  | 右                       | T・ストットルマイヤーE・ウィットF・マグリフN・リリアーノK・グルーバーT・フェルナンデスG・ベルL・モスビーM・ウィルソンL・マジーリ | 4                            | 一                           | M・マグワイア                | 右                           | M・ムーアR・ハッシーM・マグワイアT・フィリップスC・ランス · フォードW・ワイスR・ヘンダーソンD・ヘンダーソンS・ハビアーD・パーカー |
| 5                        | 遊                       | T・フェルナンデス        | 両                       | T・ストットルマイヤーE・ウィットF・マグリフN・リリアーノK・グルーバーT・フェルナンデスG・ベルL・モスビーM・ウィルソンL・マジーリ | 5                            | 中                           | D・ヘンダーソン              | 右                           | M・ムーアR・ハッシーM・マグワイアT・フィリップスC・ランス · フォードW・ワイスR・ヘンダーソンD・ヘンダーソンS・ハビアーD・パーカー |
| 6                        | 捕                       | E・ウィット              | 左                       | T・ストットルマイヤーE・ウィットF・マグリフN・リリアーノK・グルーバーT・フェルナンデスG・ベルL・モスビーM・ウィルソンL・マジーリ | 6                            | 捕                           | R・ハッシー                  | 左                           | M・ムーアR・ハッシーM・マグワイアT・フィリップスC・ランス · フォードW・ワイスR・ヘンダーソンD・ヘンダーソンS・ハビアーD・パーカー |
| 7                        | 三                       | K・グルーバー            | 右                       | T・ストットルマイヤーE・ウィットF・マグリフN・リリアーノK・グルーバーT・フェルナンデスG・ベルL・モスビーM・ウィルソンL・マジーリ | 7                            | 二                           | T・フィリップス              | 両                           | M・ムーアR・ハッシーM・マグワイアT・フィリップスC・ランス · フォードW・ワイスR・ヘンダーソンD・ヘンダーソンS・ハビアーD・パーカー |
| 8                        | DH                       | L・マジーリ              | 両                       | T・ストットルマイヤーE・ウィットF・マグリフN・リリアーノK・グルーバーT・フェルナンデスG・ベルL・モスビーM・ウィルソンL・マジーリ | 8                            | 右                           | S・ハビアー                  | 両                           | M・ムーアR・ハッシーM・マグワイアT・フィリップスC・ランス · フォードW・ワイスR・ヘンダーソンD・ヘンダーソンS・ハビアーD・パーカー |
| 9                        | 二                       | N・リリアーノ            | 両                       | T・ストットルマイヤーE・ウィットF・マグリフN・リリアーノK・グルーバーT・フェルナンデスG・ベルL・モスビーM・ウィルソンL・マジーリ | 9                            | 遊                           | W・ワイス                    | 両                           | M・ムーアR・ハッシーM・マグワイアT・フィリップスC・ランス · フォードW・ワイスR・ヘンダーソンD・ヘンダーソンS・ハビアーD・パーカー |
| 先発投手                 | 先発投手                 | 先発投手                 | 投球                     | T・ストットルマイヤーE・ウィットF・マグリフN・リリアーノK・グルーバーT・フェルナンデスG・ベルL・モスビーM・ウィルソンL・マジーリ | 先発投手                     | 先発投手                     | 先発投手                     | 投球                         | M・ムーアR・ハッシーM・マグワイアT・フィリップスC・ランス · フォードW・ワイスR・ヘンダーソンD・ヘンダーソンS・ハビアーD・パーカー |
| T・ストットルマイヤー    | T・ストットルマイヤー    | T・ストットルマイヤー    | 右                       | T・ストットルマイヤーE・ウィットF・マグリフN・リリアーノK・グルーバーT・フェルナンデスG・ベルL・モスビーM・ウィルソンL・マジーリ | M・ムーア                    | M・ムーア                    | M・ムーア                    | 右                           | M・ムーアR・ハッシーM・マグワイアT・フィリップスC・ランス · フォードW・ワイスR・ヘンダーソンD・ヘンダーソンS・ハビアーD・パーカー |

### 第3戦 10月6日
- スカイドーム（カナダ オンタリオ州トロント）

|                              | 1 | 2 | 3 | 4 | 5 | 6 | 7 | 8 | 9 | R | H | E |
| ---------------------------- | - | - | - | - | - | - | - | - | - | - | - | - |
| オークランド・アスレチックス | 1 | 0 | 1 | 1 | 0 | 0 | 0 | 0 | 0 | 3 | 8 | 1 |
| トロント・ブルージェイズ     | 0 | 0 | 0 | 4 | 0 | 0 | 3 | 0 | X | 7 | 8 | 0 |

1. 勝利：ジミー・キー（1勝）
2. 敗戦：ストーム・デービス（1敗）
3. 本塁打
OAK：デーブ・パーカー2号ソロ
4. 審判
［球審］デイル・フォード
［塁審］一塁: デリル・カズンズ、二塁: リック・リード、三塁: スティーブ・パレルモ
［外審］左翼: デーブ・フィリップス、右翼: ダン・モリソン
5. 試合開始時刻: 東部夏時間（UTC-4）午後7時22分  試合時間: 2時間54分  観客: 5万268人
詳細: MLB.com Gameday / Baseball-Reference.com

| オークランド・アスレチックス | オークランド・アスレチックス | オークランド・アスレチックス | オークランド・アスレチックス | オークランド・アスレチックス | トロント・ブルージェイズ | トロント・ブルージェイズ | トロント・ブルージェイズ | トロント・ブルージェイズ | トロント・ブルージェイズ                                                                                         |
| ---------------------------- | ---------------------------- | ---------------------------- | ---------------------------- | --- | ------------------------ | ------------------------ | ------------------------ | ------------------------ | --- |
| 打順                         | 守備                         | 選手                         | 打席                         | S・デービスT・スタインバックM・マグワイアT・フィリップスC・ランス · フォードM・ガイエゴR・ヘンダーソンD・ヘンダーソンJ・カンセコD・パーカー | 打順                     | 守備                     | 選手                     | 打席                     | J・キーE・ウィットF・マグリフM・リーK・グルーバーT・フェルナンデスM・ウィルソンL・モスビーJ・フェリックスG・ベル |
| 1                            | 左                           | R・ヘンダーソン              | 右                           | S・デービスT・スタインバックM・マグワイアT・フィリップスC・ランス · フォードM・ガイエゴR・ヘンダーソンD・ヘンダーソンJ・カンセコD・パーカー | 1                        | 中                       | L・モスビー              | 左                       | J・キーE・ウィットF・マグリフM・リーK・グルーバーT・フェルナンデスM・ウィルソンL・モスビーJ・フェリックスG・ベル |
| 2                            | 三                           | C・ランスフォード            | 右                           | S・デービスT・スタインバックM・マグワイアT・フィリップスC・ランス · フォードM・ガイエゴR・ヘンダーソンD・ヘンダーソンJ・カンセコD・パーカー | 2                        | 左                       | M・ウィルソン            | 両                       | J・キーE・ウィットF・マグリフM・リーK・グルーバーT・フェルナンデスM・ウィルソンL・モスビーJ・フェリックスG・ベル |
| 3                            | 右                           | J・カンセコ                  | 右                           | S・デービスT・スタインバックM・マグワイアT・フィリップスC・ランス · フォードM・ガイエゴR・ヘンダーソンD・ヘンダーソンJ・カンセコD・パーカー | 3                        | 一                       | F・マグリフ              | 左                       | J・キーE・ウィットF・マグリフM・リーK・グルーバーT・フェルナンデスM・ウィルソンL・モスビーJ・フェリックスG・ベル |
| 4                            | 一                           | M・マグワイア                | 右                           | S・デービスT・スタインバックM・マグワイアT・フィリップスC・ランス · フォードM・ガイエゴR・ヘンダーソンD・ヘンダーソンJ・カンセコD・パーカー | 4                        | DH                       | G・ベル                  | 右                       | J・キーE・ウィットF・マグリフM・リーK・グルーバーT・フェルナンデスM・ウィルソンL・モスビーJ・フェリックスG・ベル |
| 5                            | 中                           | D・ヘンダーソン              | 右                           | S・デービスT・スタインバックM・マグワイアT・フィリップスC・ランス · フォードM・ガイエゴR・ヘンダーソンD・ヘンダーソンJ・カンセコD・パーカー | 5                        | 遊                       | T・フェルナンデス        | 両                       | J・キーE・ウィットF・マグリフM・リーK・グルーバーT・フェルナンデスM・ウィルソンL・モスビーJ・フェリックスG・ベル |
| 6                            | 捕                           | T・スタインバック            | 右                           | S・デービスT・スタインバックM・マグワイアT・フィリップスC・ランス · フォードM・ガイエゴR・ヘンダーソンD・ヘンダーソンJ・カンセコD・パーカー | 6                        | 捕                       | E・ウィット              | 左                       | J・キーE・ウィットF・マグリフM・リーK・グルーバーT・フェルナンデスM・ウィルソンL・モスビーJ・フェリックスG・ベル |
| 7                            | DH                           | D・パーカー                  | 左                           | S・デービスT・スタインバックM・マグワイアT・フィリップスC・ランス · フォードM・ガイエゴR・ヘンダーソンD・ヘンダーソンJ・カンセコD・パーカー | 7                        | 三                       | K・グルーバー            | 右                       | J・キーE・ウィットF・マグリフM・リーK・グルーバーT・フェルナンデスM・ウィルソンL・モスビーJ・フェリックスG・ベル |
| 8                            | 二                           | T・フィリップス              | 両                           | S・デービスT・スタインバックM・マグワイアT・フィリップスC・ランス · フォードM・ガイエゴR・ヘンダーソンD・ヘンダーソンJ・カンセコD・パーカー | 8                        | 二                       | M・リー                  | 両                       | J・キーE・ウィットF・マグリフM・リーK・グルーバーT・フェルナンデスM・ウィルソンL・モスビーJ・フェリックスG・ベル |
| 9                            | 遊                           | M・ガイエゴ                  | 右                           | S・デービスT・スタインバックM・マグワイアT・フィリップスC・ランス · フォードM・ガイエゴR・ヘンダーソンD・ヘンダーソンJ・カンセコD・パーカー | 9                        | 右                       | J・フェリックス          | 両                       | J・キーE・ウィットF・マグリフM・リーK・グルーバーT・フェルナンデスM・ウィルソンL・モスビーJ・フェリックスG・ベル |
| 先発投手                     | 先発投手                     | 先発投手                     | 投球                         | S・デービスT・スタインバックM・マグワイアT・フィリップスC・ランス · フォードM・ガイエゴR・ヘンダーソンD・ヘンダーソンJ・カンセコD・パーカー | 先発投手                 | 先発投手                 | 先発投手                 | 投球                     | J・キーE・ウィットF・マグリフM・リーK・グルーバーT・フェルナンデスM・ウィルソンL・モスビーJ・フェリックスG・ベル |
| S・デービス                  | S・デービス                  | S・デービス                  | 右                           | S・デービスT・スタインバックM・マグワイアT・フィリップスC・ランス · フォードM・ガイエゴR・ヘンダーソンD・ヘンダーソンJ・カンセコD・パーカー | J・キー                  | J・キー                  | J・キー                  | 左                       | J・キーE・ウィットF・マグリフM・リーK・グルーバーT・フェルナンデスM・ウィルソンL・モスビーJ・フェリックスG・ベル |

### 第4戦 10月7日
- スカイドーム（カナダ オンタリオ州トロント）

|                              | 1 | 2 | 3 | 4 | 5 | 6 | 7 | 8 | 9 | R | H  | E |
| ---------------------------- | - | - | - | - | - | - | - | - | - | - | -- | - |
| オークランド・アスレチックス | 0 | 0 | 3 | 0 | 2 | 0 | 1 | 0 | 0 | 6 | 11 | 1 |
| トロント・ブルージェイズ     | 0 | 0 | 0 | 1 | 0 | 1 | 1 | 2 | 0 | 5 | 13 | 0 |

1. 勝利：ボブ・ウェルチ（1勝）
2. セーブ：デニス・エカーズリー（2S）
3. 敗戦：マイク・フラナガン（1敗）
4. 本塁打
OAK：リッキー・ヘンダーソン1号2ラン・2号2ラン、ホセ・カンセコ1号ソロ
5. 審判
［球審］デリル・カズンズ
［塁審］一塁: リック・リード、二塁: スティーブ・パレルモ、三塁: デーブ・フィリップス
［外審］左翼: ダン・モリソン、右翼: デイル・フォード
6. 試合開始時刻: 東部夏時間（UTC-4）午後1時20分  試合時間: 3時間29分  観客: 5万76人
詳細: MLB.com Gameday / Baseball-Reference.com

| オークランド・アスレチックス | オークランド・アスレチックス | オークランド・アスレチックス | オークランド・アスレチックス | オークランド・アスレチックス | トロント・ブルージェイズ | トロント・ブルージェイズ | トロント・ブルージェイズ | トロント・ブルージェイズ | トロント・ブルージェイズ                                                                                               |
| ---------------------------- | ---------------------------- | ---------------------------- | ---------------------------- | --- | ------------------------ | ------------------------ | ------------------------ | ------------------------ | --- |
| 打順                         | 守備                         | 選手                         | 打席                         | B・ウェルチR・ハッシーM・マグワイアM・ガイエゴT・フィリッ · プスW・ワイスR・ヘンダーソンD・ヘンダーソンJ・カンセコT・スタイン · バック | 打順                     | 守備                     | 選手                     | 打席                     | M・フラナガンE・ウィットF・マグリフM・リーK・グルーバーT・フェルナンデスM・ウィルソンL・モスビーJ・フェリックスG・ベル |
| 1                            | 左                           | R・ヘンダーソン              | 右                           | B・ウェルチR・ハッシーM・マグワイアM・ガイエゴT・フィリッ · プスW・ワイスR・ヘンダーソンD・ヘンダーソンJ・カンセコT・スタイン · バック | 1                        | 中                       | L・モスビー              | 左                       | M・フラナガンE・ウィットF・マグリフM・リーK・グルーバーT・フェルナンデスM・ウィルソンL・モスビーJ・フェリックスG・ベル |
| 2                            | 中                           | D・ヘンダーソン              | 右                           | B・ウェルチR・ハッシーM・マグワイアM・ガイエゴT・フィリッ · プスW・ワイスR・ヘンダーソンD・ヘンダーソンJ・カンセコT・スタイン · バック | 2                        | 左                       | M・ウィルソン            | 両                       | M・フラナガンE・ウィットF・マグリフM・リーK・グルーバーT・フェルナンデスM・ウィルソンL・モスビーJ・フェリックスG・ベル |
| 3                            | 右                           | J・カンセコ                  | 右                           | B・ウェルチR・ハッシーM・マグワイアM・ガイエゴT・フィリッ · プスW・ワイスR・ヘンダーソンD・ヘンダーソンJ・カンセコT・スタイン · バック | 3                        | 一                       | F・マグリフ              | 左                       | M・フラナガンE・ウィットF・マグリフM・リーK・グルーバーT・フェルナンデスM・ウィルソンL・モスビーJ・フェリックスG・ベル |
| 4                            | 一                           | M・マグワイア                | 右                           | B・ウェルチR・ハッシーM・マグワイアM・ガイエゴT・フィリッ · プスW・ワイスR・ヘンダーソンD・ヘンダーソンJ・カンセコT・スタイン · バック | 4                        | DH                       | G・ベル                  | 右                       | M・フラナガンE・ウィットF・マグリフM・リーK・グルーバーT・フェルナンデスM・ウィルソンL・モスビーJ・フェリックスG・ベル |
| 5                            | DH                           | T・スタインバック            | 右                           | B・ウェルチR・ハッシーM・マグワイアM・ガイエゴT・フィリッ · プスW・ワイスR・ヘンダーソンD・ヘンダーソンJ・カンセコT・スタイン · バック | 5                        | 遊                       | T・フェルナンデス        | 両                       | M・フラナガンE・ウィットF・マグリフM・リーK・グルーバーT・フェルナンデスM・ウィルソンL・モスビーJ・フェリックスG・ベル |
| 6                            | 三                           | T・フィリップス              | 両                           | B・ウェルチR・ハッシーM・マグワイアM・ガイエゴT・フィリッ · プスW・ワイスR・ヘンダーソンD・ヘンダーソンJ・カンセコT・スタイン · バック | 6                        | 捕                       | E・ウィット              | 左                       | M・フラナガンE・ウィットF・マグリフM・リーK・グルーバーT・フェルナンデスM・ウィルソンL・モスビーJ・フェリックスG・ベル |
| 7                            | 捕                           | R・ハッシー                  | 左                           | B・ウェルチR・ハッシーM・マグワイアM・ガイエゴT・フィリッ · プスW・ワイスR・ヘンダーソンD・ヘンダーソンJ・カンセコT・スタイン · バック | 7                        | 三                       | K・グルーバー            | 右                       | M・フラナガンE・ウィットF・マグリフM・リーK・グルーバーT・フェルナンデスM・ウィルソンL・モスビーJ・フェリックスG・ベル |
| 8                            | 二                           | M・ガイエゴ                  | 右                           | B・ウェルチR・ハッシーM・マグワイアM・ガイエゴT・フィリッ · プスW・ワイスR・ヘンダーソンD・ヘンダーソンJ・カンセコT・スタイン · バック | 8                        | 二                       | M・リー                  | 両                       | M・フラナガンE・ウィットF・マグリフM・リーK・グルーバーT・フェルナンデスM・ウィルソンL・モスビーJ・フェリックスG・ベル |
| 9                            | 遊                           | W・ワイス                    | 両                           | B・ウェルチR・ハッシーM・マグワイアM・ガイエゴT・フィリッ · プスW・ワイスR・ヘンダーソンD・ヘンダーソンJ・カンセコT・スタイン · バック | 9                        | 右                       | J・フェリックス          | 両                       | M・フラナガンE・ウィットF・マグリフM・リーK・グルーバーT・フェルナンデスM・ウィルソンL・モスビーJ・フェリックスG・ベル |
| 先発投手                     | 先発投手                     | 先発投手                     | 投球                         | B・ウェルチR・ハッシーM・マグワイアM・ガイエゴT・フィリッ · プスW・ワイスR・ヘンダーソンD・ヘンダーソンJ・カンセコT・スタイン · バック | 先発投手                 | 先発投手                 | 先発投手                 | 投球                     | M・フラナガンE・ウィットF・マグリフM・リーK・グルーバーT・フェルナンデスM・ウィルソンL・モスビーJ・フェリックスG・ベル |
| B・ウェルチ                  | B・ウェルチ                  | B・ウェルチ                  | 右                           | B・ウェルチR・ハッシーM・マグワイアM・ガイエゴT・フィリッ · プスW・ワイスR・ヘンダーソンD・ヘンダーソンJ・カンセコT・スタイン · バック | M・フラナガン            | M・フラナガン            | M・フラナガン            | 左                       | M・フラナガンE・ウィットF・マグリフM・リーK・グルーバーT・フェルナンデスM・ウィルソンL・モスビーJ・フェリックスG・ベル |

### 第5戦 10月8日
- スカイドーム（カナダ オンタリオ州トロント）

|                              | 1 | 2 | 3 | 4 | 5 | 6 | 7 | 8 | 9 | R | H | E |
| ---------------------------- | - | - | - | - | - | - | - | - | - | - | - | - |
| オークランド・アスレチックス | 1 | 0 | 1 | 0 | 0 | 0 | 2 | 0 | 0 | 4 | 4 | 0 |
| トロント・ブルージェイズ     | 0 | 0 | 0 | 0 | 0 | 0 | 0 | 1 | 2 | 3 | 9 | 0 |

1. 勝利：デーブ・スチュワート（2勝）
2. セーブ：デニス・エカーズリー（3S）
3. 敗戦：デーブ・スティーブ（2敗）
4. 本塁打
TOR：ロイド・モスビー1号ソロ、ジョージ・ベル1号ソロ
5. 審判
［球審］リック・リード
［塁審］一塁: スティーブ・パレルモ、二塁: デーブ・フィリップス、三塁: ダン・モリソン
［外審］左翼: デイル・フォード、右翼: デリル・カズンズ
6. 試合開始時刻: 東部夏時間（UTC-4）午後4時35分  試合時間: 2時間52分  観客: 5万24人
詳細: MLB.com Gameday / Baseball-Reference.com

| オークランド・アスレチックス | オークランド・アスレチックス | オークランド・アスレチックス | オークランド・アスレチックス | オークランド・アスレチックス | トロント・ブルージェイズ | トロント・ブルージェイズ | トロント・ブルージェイズ | トロント・ブルージェイズ | トロント・ブルージェイズ |
| ---------------------------- | ---------------------------- | ---------------------------- | ---------------------------- | --- | ------------------------ | ------------------------ | ------------------------ | ------------------------ | --- |
| 打順                         | 守備                         | 選手                         | 打席                         | D・スチュワートT・スタインバックM・マグワイアM・ガイエゴT・フィリッ · プスW・ワイスR・ヘンダーソンD・ヘンダーソンJ・カンセコD・パーカー | 打順                     | 守備                     | 選手                     | 打席                     | D・スティーブE・ウィットF・マグリフN・リリアーノK・グルーバーT・フェルナンデスM・ウィルソンL・モスビーJ・フェリックスG・ベル |
| 1                            | 左                           | R・ヘンダーソン              | 右                           | D・スチュワートT・スタインバックM・マグワイアM・ガイエゴT・フィリッ · プスW・ワイスR・ヘンダーソンD・ヘンダーソンJ・カンセコD・パーカー | 1                        | 中                       | L・モスビー              | 左                       | D・スティーブE・ウィットF・マグリフN・リリアーノK・グルーバーT・フェルナンデスM・ウィルソンL・モスビーJ・フェリックスG・ベル |
| 2                            | 三                           | T・フィリップス              | 両                           | D・スチュワートT・スタインバックM・マグワイアM・ガイエゴT・フィリッ · プスW・ワイスR・ヘンダーソンD・ヘンダーソンJ・カンセコD・パーカー | 2                        | 左                       | M・ウィルソン            | 両                       | D・スティーブE・ウィットF・マグリフN・リリアーノK・グルーバーT・フェルナンデスM・ウィルソンL・モスビーJ・フェリックスG・ベル |
| 3                            | 右                           | J・カンセコ                  | 右                           | D・スチュワートT・スタインバックM・マグワイアM・ガイエゴT・フィリッ · プスW・ワイスR・ヘンダーソンD・ヘンダーソンJ・カンセコD・パーカー | 3                        | 一                       | F・マグリフ              | 左                       | D・スティーブE・ウィットF・マグリフN・リリアーノK・グルーバーT・フェルナンデスM・ウィルソンL・モスビーJ・フェリックスG・ベル |
| 4                            | DH                           | D・パーカー                  | 左                           | D・スチュワートT・スタインバックM・マグワイアM・ガイエゴT・フィリッ · プスW・ワイスR・ヘンダーソンD・ヘンダーソンJ・カンセコD・パーカー | 4                        | DH                       | G・ベル                  | 右                       | D・スティーブE・ウィットF・マグリフN・リリアーノK・グルーバーT・フェルナンデスM・ウィルソンL・モスビーJ・フェリックスG・ベル |
| 5                            | 中                           | D・ヘンダーソン              | 右                           | D・スチュワートT・スタインバックM・マグワイアM・ガイエゴT・フィリッ · プスW・ワイスR・ヘンダーソンD・ヘンダーソンJ・カンセコD・パーカー | 5                        | 遊                       | T・フェルナンデス        | 両                       | D・スティーブE・ウィットF・マグリフN・リリアーノK・グルーバーT・フェルナンデスM・ウィルソンL・モスビーJ・フェリックスG・ベル |
| 6                            | 一                           | M・マグワイア                | 右                           | D・スチュワートT・スタインバックM・マグワイアM・ガイエゴT・フィリッ · プスW・ワイスR・ヘンダーソンD・ヘンダーソンJ・カンセコD・パーカー | 6                        | 捕                       | E・ウィット              | 左                       | D・スティーブE・ウィットF・マグリフN・リリアーノK・グルーバーT・フェルナンデスM・ウィルソンL・モスビーJ・フェリックスG・ベル |
| 7                            | 捕                           | T・スタインバック            | 右                           | D・スチュワートT・スタインバックM・マグワイアM・ガイエゴT・フィリッ · プスW・ワイスR・ヘンダーソンD・ヘンダーソンJ・カンセコD・パーカー | 7                        | 三                       | K・グルーバー            | 右                       | D・スティーブE・ウィットF・マグリフN・リリアーノK・グルーバーT・フェルナンデスM・ウィルソンL・モスビーJ・フェリックスG・ベル |
| 8                            | 遊                           | W・ワイス                    | 両                           | D・スチュワートT・スタインバックM・マグワイアM・ガイエゴT・フィリッ · プスW・ワイスR・ヘンダーソンD・ヘンダーソンJ・カンセコD・パーカー | 8                        | 右                       | J・フェリックス          | 両                       | D・スティーブE・ウィットF・マグリフN・リリアーノK・グルーバーT・フェルナンデスM・ウィルソンL・モスビーJ・フェリックスG・ベル |
| 9                            | 二                           | M・ガイエゴ                  | 右                           | D・スチュワートT・スタインバックM・マグワイアM・ガイエゴT・フィリッ · プスW・ワイスR・ヘンダーソンD・ヘンダーソンJ・カンセコD・パーカー | 9                        | 二                       | N・リリアーノ            | 両                       | D・スティーブE・ウィットF・マグリフN・リリアーノK・グルーバーT・フェルナンデスM・ウィルソンL・モスビーJ・フェリックスG・ベル |
| 先発投手                     | 先発投手                     | 先発投手                     | 投球                         | D・スチュワートT・スタインバックM・マグワイアM・ガイエゴT・フィリッ · プスW・ワイスR・ヘンダーソンD・ヘンダーソンJ・カンセコD・パーカー | 先発投手                 | 先発投手                 | 先発投手                 | 投球                     | D・スティーブE・ウィットF・マグリフN・リリアーノK・グルーバーT・フェルナンデスM・ウィルソンL・モスビーJ・フェリックスG・ベル |
| D・スチュワート              | D・スチュワート              | D・スチュワート              | 右                           | D・スチュワートT・スタインバックM・マグワイアM・ガイエゴT・フィリッ · プスW・ワイスR・ヘンダーソンD・ヘンダーソンJ・カンセコD・パーカー | D・スティーブ            | D・スティーブ            | D・スティーブ            | 右                       | D・スティーブE・ウィットF・マグリフN・リリアーノK・グルーバーT・フェルナンデスM・ウィルソンL・モスビーJ・フェリックスG・ベル |